# Élections générales néo-brunswickoises de 2020
Les élections générales néo-brunswickoises de 2020 ont lieu le 14 septembre 2020 afin d'élire les 49 députés de l'Assemblée législative du Nouveau-Brunswick.
Le scrutin voit la victoire du Parti progressiste-conservateur du Nouveau-Brunswick. Jusque-là minoritaire, il parvient à obtenir la majorité absolue des sièges lui permettant de gouverner seul.

## Contexte
Le 10 août 2020, le premier ministre, Blaine Higgs, propose aux partis d’opposition un accord pour éviter des élections avant la date fixe de 2022. À la suite de discussions avec les chefs de partis de l'assemblée législative, le Parti libéral s'oppose à l'accord. 
Le 17 août, Higgs annonce le déclenchement des élections.

## Système électoral
L'Assemblée législative est composée de 49 sièges pourvus au scrutin uninominal majoritaire à un tour dans autant de circonscriptions électorales.
Les élections ont lieu tous les quatre ans, le troisième lundi d'octobre. Elles peuvent cependant être déclenchées avant cette date, à condition qu'elles aient lieu un lundi.

## Assemblée législative sortante
| Parti politique | Parti politique           | Chef               | Députés      | Députés    | Députés   |
| Parti politique | Parti politique           | Chef               | Élus en 2018 | À la diss. | Candidats |
| --------------- | ------------------------- | ------------------ | ------------ | ---------- | --------- |
|                 | Progressiste-conservateur | Blaine Higgs       | 22           | 20         | 49        |
|                 | Libéral                   | Kevin Vickers      | 21           | 20         | 49        |
|                 | Vert                      | David Coon         | 3            | 3          | 47        |
|                 | Alliance des gens         | Kris Austin        | 3            | 3          | 36        |
|                 | NPD                       | Mackenzie Thomason | 0            | 0          | 33        |
|                 | KISS NB                   | Gerald Bourque     | 0            | 0          | 4         |
|                 | Indépendants              | Indépendants       | 0            | 1          | 9         |
|                 | Vacant                    | Vacant             | 0            | 2          | 0         |
| Total           | Total                     | Total              | 49           | 49         | 227       |

### Circonscriptions clefs
- Fredericton-Grand Lac, circonscription de Kris Austin, chef de l'Alliance des gens du Nouveau-Brunswick
- Fredericton-Nord, circonscription de Mackenzie Thomason, chef du Nouveau Parti démocratique[6]
- Fredericton-Sud, circonscription de David Coon, chef du Parti vert
- Miramichi, circonscription de Kevin Vickers, chef du Parti libéral
- Quispamsis, circonscription de Blaine Higgs, chef du Parti progressiste-conservateur

## Sondages
Intentions de vote au Nouveau-Brunswick depuis les élections de 2018
Pour des raisons techniques, il est temporairement impossible d'afficher le graphique qui aurait dû être présenté ici.

## Résultats
|                           |                                 |         |       |      |        |               |  |  |  |
| Parti                     | Parti                           | Votes   | %     | +/–  | Sièges | +/–           |  |  |  |
|                           | Parti progressiste-conservateur | 147 783 | 39,34 | 7,45 | 27     | 5             |  |  |  |
|                           | Parti libéral                   | 129 022 | 34,35 | 3,45 | 17     | 3             |  |  |  |
|                           | Parti vert                      | 57 243  | 15,24 | 3,36 | 3      | en stagnation |  |  |  |
|                           | Alliance des gens               | 34 526  | 9,19  | 3,39 | 2      | 1             |  |  |  |
|                           | Nouveau Parti démocratique      | 6 220   | 1,66  | 3,35 | 0      | en stagnation |  |  |  |
|                           | KISS NB                         | 139     | 0,04  | 0,06 | 0      | en stagnation |  |  |  |
|                           | Indépendants                    | 685     | 0,18  | 0,56 | 0      | en stagnation |  |  |  |
|                           |                                 |         |       |      |        |               |  |  |  |
| Votes valides             | Votes valides                   | 375 618 | 99,66 |      |        |               |  |  |  |
| Votes blancs et invalides | Votes blancs et invalides       | 1 285   | 0,34  |      |        |               |  |  |  |
| Total                     | Total                           | 376 903 | 100   | –    | 49     | en stagnation |  |  |  |
| Abstention                | Abstention                      | 192 959 | 35,86 |      |        |               |  |  |  |
| Inscrits / participation  | Inscrits / participation        | 569 862 | 66,14 |      |        |               |  |  |  |

## Conséquences
Le scrutin voit la victoire du Parti progressiste-conservateur du Nouveau-Brunswick. Jusque là en coalition, il parvient à obtenir la majorité absolue des sièges lui permettant de gouverner seul.